# Црквењак (Крешево)
Црквењак је насељено место у Босни и Херцеговини у општини Крешево. Административно припада Федерацији Босне и Херцеговине, односно њеном Средњобосанском кантону. Према попису становништва из 2013. у насељу је било 65 становника, а већинску популацију чинили су Хрвати.

## Становништво
По последњем службеном попису становништва из 2013. године у овом насељу живело је 65 становника, а село је било етнички хетерогено са већинском хрватском популацијом.
| Националност | 2013. | 1991.       | 1981.       | 1971.       |
| Бошњаци      | —     | 20 (32,79%) | 20 (27,78%) | 31 (28,70%) |
| Хрвати       | —     | 41 (67,21%) | 51 (70,83%) | 77 (71,30%) |
| остали       | —     | 0           | 1 (1,39%)   | 0           |
| Укупно       | 65    | 61          | 72          | 108         |